# Sing Along Songs for the Damned & Delirious
Sing Along Songs for the Damned & Delirious ist das zweite Studioalbum der schwedischen Metal-Band Diablo Swing Orchestra. Es erschien am 21. September 2009 beim britischen Label Ascendance Records.

## Entstehung
Nachdem die Band ihr Debütalbum The Butcher’s Ballroom anfangs noch selbst veröffentlichte (in Europa später von Candlelight Records unter Lizenz weiterverkauft), wurde für das zweite Album ein weltweiter Plattenvertrag mit dem Label Ascendance Records abgeschlossen.
Die Aufnahmen für das neue Album fanden vom 6. April bis 1. Mai 2009 in den Göteborger IF Studios (vormals Studio Fredman), dem bandeigenen Studio der schwedischen Melodic-Death-Metal-Band In Flames, statt. Produzent war Roberto Laghi, der neben seiner Tätigkeit für In Flames auch schon mit anderen schwedischen Bands wie Sonic Syndicate oder Mustasch zusammengearbeitet hat.

## Cover

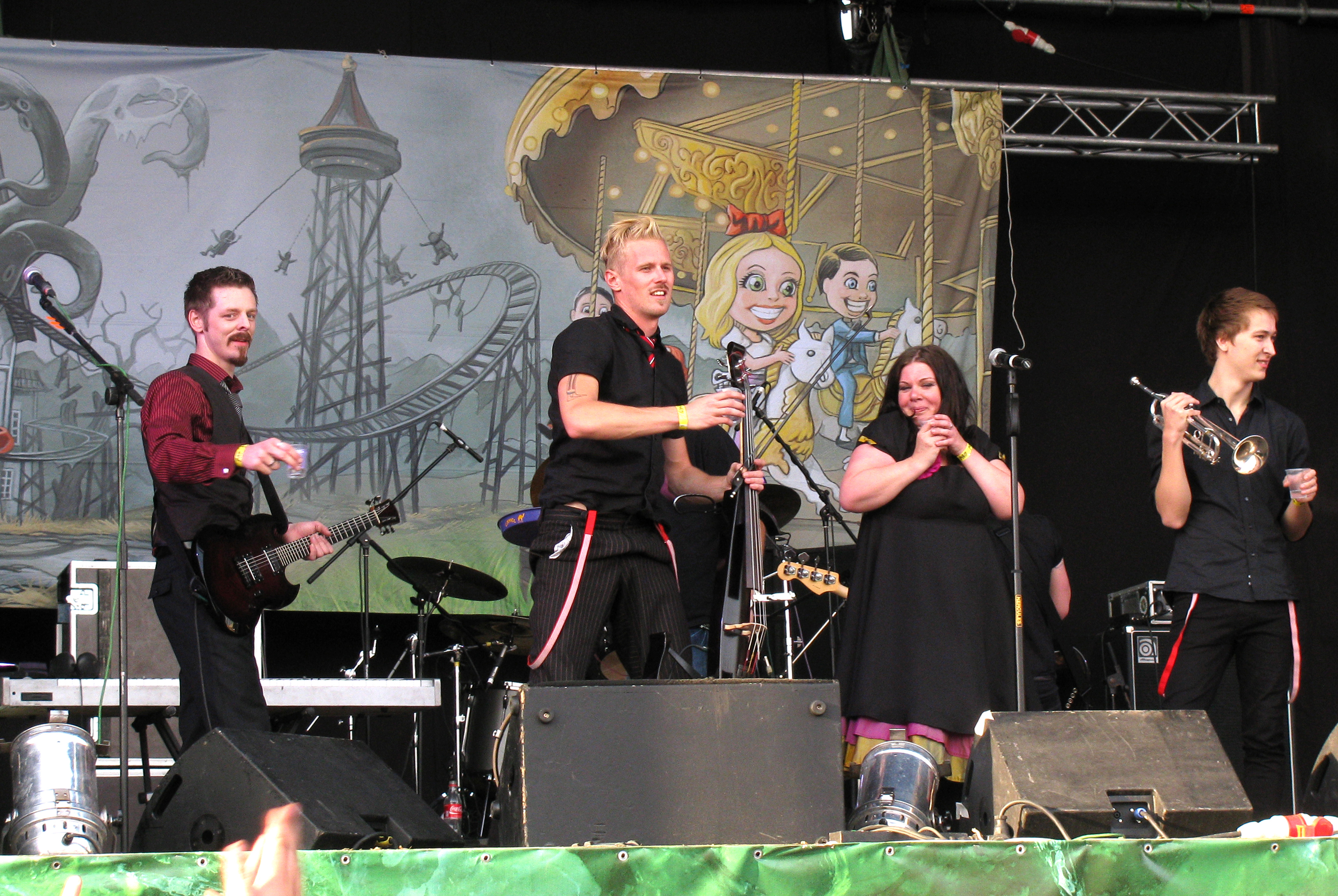
Auftritt der Band auf dem Global East Rock Festival 2010; im Hintergrund zu sehen: Ein Ausschnitt des von Bergting gestalteten Albumcovers

Das Albumcover wurde vom schwedischen Fantasyautor und Illustrator Peter Bergting, bekannt durch den Bestseller-Graphic-Novel Gängkrig 145, gestaltet und stellt eine Jahrmarktszene mit einem Kinderkarussell dar.

## Musik
Die Band verbindet, wie auch schon auf ihrem Debütalbum, in ihrer Musik eine Vielzahl verschiedener Stilrichtungen zu einem „Crossover aus Metal, Swing, Jazz, Klassik und vielem anderen“. Auffallend ist auch die Vielzahl verschiedener Instrumente, die neben der üblichen Instrumentierung einer Metalband auch Klavier, Akkordeon, Harmonium, Cello, Violine, Akustikgitarre, Perkussionsinstrumente wie Pauke und Marimbaphon sowie verschiedene Holz- und Blechblasinstrumente umfasst.
Dabei bildet eine Kombination von harten Gitarrenriffs, Cello-Begleitung und Big-Band-ähnlichen Swing-Einlagen das Fundament der Musik, unter anderem auch mit Referenzen an Klassiker der Swing-Ära, wie zum Beispiel Sing, Sing, Sing („A Tap Dancer’s Dilemma“). Zu hören sind auch lateinamerikanische Einflüsse, wie Tango- oder Mariachieinlagen („A Rancid Romance“) oder auch Salsaanleihen („Lucy Fears the Morning Star“). Gelegentlich kommen auch Synthesizer-Arpeggien („New World Widows“) oder Elemente folkloristischer Musik („Siberian Love Affairs“) vor. Die psychedelisch-sphärischen Synthesizerklänge des abschließenden Tracks „Stratosphere Serenade“ sind zudem inspiriert vom Progressive bzw. Space Rock und allgemein elektronischer Musik.
Ein weiteres tragendes Element der Musik ist der „opernhafte“ Gesang der klassisch ausgebildeten Sopranistin Annlouice Wolgers. Unterstützt wird sie dabei von der Bassstimme Daniel Håkanssons, mit dem sie häufig gemeinsam in alternierender Folge singt. Der Gesangsanteil von Håkansson ist dabei im Vergleich zum vorherigen Album deutlich größer geworden. Im Rahmen eines Gastauftritts ist außerdem auf zwei Liedern des Albums die Baritonstimme des schwedischen Opernsängers Kosma Ranuer zu hören.

## Rezeption
Wegen der vielen thematischen und musikalischen Analogien zu Zirkussen, volkstümlicher Folklore, operettenhaften Revuen oder Musiktheatern, die sich auch in der Motivik des Albumcovers widerspiegeln, wurde die Musik unter anderem auch als „Jahrmarkts-Metal“ bezeichnet, wobei die Band deshalb keinesfalls als reines Spaßprojekt missverstanden werden solle, da die Stimmung teilweise durchaus ins schwermütige umschlagen könne. Dabei wurden auch häufig Vergleiche zu stilistisch ähnlichen Bands, wie Stolen Babies oder Unexpect gezogen.

## Versionen
Das Album wird in drei verschiedenen Versionen verkauft. Zum einen die normale Verkaufsversion mit Audio-CD im Digipak, die auch digital vertrieben wird. Daneben gibt es eine auf 2.000 Stück limitierte Edition mit aufwendiger gestaltetem Digipak und zusätzlicher Bonus-DVD. Zuletzt gab es vor der Veröffentlichung des Albums die Möglichkeit direkt bei Ascendance Records über Mailorder eine auf 300 Stück limitierte Spezial-Edition mit weiteren Extras vorzubestellen.

## Titelliste
1. A Tap Dancer’s Dilemma – 5:12
2. A Rancid Romance – 4:27
3. Lucy Fears the Morning Star – 6:34
4. Bedlam Sticks – 3:29
5. New World Widows – 5:56
6. Siberian Love Affairs – 0:58
7. Vodka Inferno – 4:08
8. Memoirs of a Roadkill – 3:30
9. Ricerca Dell’anima – 5:34
10. Stratosphere Serenade – 8:25